# From Gas to Solid / You Are My Friend
From Gas to Solid / You Are My Friend je studiové album rakouské zpěvačky Soap&Skin. Kromě autorských písní obsahuje deska coververzi písně „What a Wonderful World“, kterou proslavil Louis Armstrong. Vydáno bylo 26. října 2018 společností PIAS Recordings, a to jak na CD, tak i na gramofonové desce. Speciální verze alba byla vydána s bonusovým 7" singlem, který obsahoval dvě verze písně „Mawal Jamar“ od Omara Souleymana – jednu nahranou ve studiu, druhou při koncertu ve Wiener Konzerthaus v roce 2016.

## Seznam skladeb
Autorkou všech skladeb je Soap&Skin, pokud není uvedeno jinak. Text písně „Creep“ obsahuje prvky z „Erklär mir, Liebe“ básnířky Ingeborg Bachmannové. Píseň „Italy“ je hudebně postavená na písni „Dream Baby Dream“ od Martina Reva. Píseň „Palindrome“ obsahuje slova anonymního římského autora.
| Základní verze | Základní verze         | Základní verze                 | Základní verze |
| Pořadí         | Název                  | Autor                          | Délka          |
| -------------- | ---------------------- | ------------------------------ | -------------- |
| 1.             | This Day               |                                | 3:27           |
| 2.             | Athom                  |                                | 4:03           |
| 3.             | Italy                  |                                | 3:31           |
| 4.             | (This Is) Water        |                                | 2:10           |
| 5.             | Surrounded             |                                | 4:17           |
| 6.             | Creep                  |                                | 2:20           |
| 7.             | Heal                   |                                | 4:12           |
| 8.             | Foot Chamber           |                                | 3:10           |
| 9.             | Safe with Me           |                                | 3:16           |
| 10.            | Falling                |                                | 5:37           |
| 11.            | Palindrome             |                                | 3:02           |
| 12.            | What a Wonderful World | Bob Thiele, George David Weiss | 2:24           |

| Bonusový 7" singl | Bonusový 7" singl                | Bonusový 7" singl | Bonusový 7" singl |
| Pořadí            | Název                            | Autor             | Délka             |
| ----------------- | -------------------------------- | ----------------- | ----------------- |
| 13.               | Mawal Jamar                      | Omar Souleyman    |                   |
| 14.               | Mawal Jamar (koncertní nahrávka) | Omar Souleyman    |                   |

## Obsazení
- Soap&Skin – zpěv, aranžmá
- Sophie Breit – kontrafagot
- Christof Unterberger – violoncello
- Lukas Lauermann – violoncello
- Florian Eggner – violoncello
- Manfred Hofer – kontrabas
- Barbara Binder – kontrabas
- Johannes Hötzinger – trubka, křídlovka
- Martin Eberle – trubka, křídlovka
- Martina Engel – viola
- Julia Purgina – viola
- Rita Cuda – viola
- Amarilio Ramalho – housle
- Balazs Schwartz – housle
- Anton Spielmann – kytara, samply
- Hans-Jörg Gauglhofer – zpěv
- Thom Sonny Green – bicí, perkuse